# 1901–1902-es holland labdarúgó-bajnokság (első osztály)
Az 1901–1902-es Holland Labdarúgó Bajnokság volt a 14. alkalommal megrendezett, legmagasabb szintű labdarúgó-bajnokság Hollandiában. A szezonban 15 klubcsapat vett részt.
A címvédő a HVV Den Haag volt. A bajnokságot újra a HVV Den Haag csapata nyerte meg.

## Új Csapatok
Nyugati csoport
- Koninklijke HFC, egy szezon kihagyás után visszatért

## A szezon

### Keleti csoport
| Hely. | Csapat              | M  | Gy | D | V | G+ | G– | Gk  | P  | Továbbjutás vagy kiesés                |
| ----- | ------------------- | -- | -- | - | - | -- | -- | --- | -- | -------------------------------------- |
| 1.    | Victoria Wageningen | 12 | 7  | 3 | 2 | 34 | 12 | +22 | 17 | Továbbjutott a döntőbe                 |
| 2.    | Hercules            | 12 | 5  | 5 | 2 | 27 | 21 | +6  | 15 | Csatlakozott az új Nyugat-B csoporthoz |
| 3.    | Quick Nijmegen      | 12 | 6  | 1 | 5 | 27 | 18 | +9  | 13 |                                        |
| 4.    | Go Ahead Wageningen | 12 | 5  | 3 | 4 | 24 | 24 | 0   | 13 |                                        |
| 5.    | Vitesse Arnhem      | 12 | 4  | 2 | 6 | 24 | 30 | −6  | 10 |                                        |
| 6.    | Koninklijke UD      | 12 | 4  | 2 | 6 | 14 | 20 | −6  | 10 |                                        |
| 7.    | PW                  | 12 | 2  | 2 | 8 | 14 | 39 | −25 | 6  |                                        |

### Nyugati csoport
| Hely. | Csapat                    | M  | Gy | D | V | G+ | G– | Gk  | P  | Továbbjutás vagy kiesés                |
| ----- | ------------------------- | -- | -- | - | - | -- | -- | --- | -- | -------------------------------------- |
| 1.    | HVV Den Haag              | 14 | 12 | 0 | 2 | 54 | 16 | +38 | 24 | Továbbjutott a döntőbe                 |
| 2.    | HBS Craeyenhout           | 14 | 11 | 2 | 1 | 37 | 15 | +22 | 24 | Csatlakozott az új Nyugat-B csoporthoz |
| 3.    | Velocitas                 | 14 | 7  | 1 | 6 | 27 | 20 | +7  | 15 |                                        |
| 4.    | RAP                       | 14 | 5  | 1 | 8 | 28 | 33 | −5  | 11 | Csatlakozott az új Nyugat-B csoporthoz |
| 5.    | Rapiditas Rotterdam       | 14 | 5  | 1 | 8 | 21 | 43 | −22 | 11 |                                        |
| 6.    | HFC Haarlem               | 14 | 4  | 1 | 9 | 25 | 37 | −12 | 9  |                                        |
| 7.    | Koninklijke HFC           | 14 | 4  | 1 | 9 | 25 | 38 | −13 | 9  | Csatlakozott az új Nyugat-B csoporthoz |
| 8.    | Ajax Sportsman Combinatie | 14 | 4  | 1 | 9 | 24 | 39 | −15 | 9  |                                        |

### Döntő
| 1. csapat    | Össz. | 2. csapat           | 1. mérk. | 2. mérk. |
| ------------ | ----- | ------------------- | -------- | -------- |
| HVV Den Haag | 5–3   | Victoria Wageningen | 2–2      | 3–1      |

A HVV Den Haag szerezte meg a bajnoki címet.